# أندرو باول ماكدونالد
أندرو باول ماكدونالد هو ملحن كندي، ولد في 30 نوفمبر 1958 في جيلف في كندا.